# Niratcha Tungtisanont
Dr. Niratcha Tungtisanont (tiếng Thái: ณิรัฐชา ตังติสานนท์), tên thường gọi là Grace (tiếng Thái: เกรซ) (sinh ngày 19 tháng 4 năm 1987 tại Băng Cốc) là một trợ lý giáo sư tại Khoa Hậu cần, Kinh doanh và Chính sách công tại Trường Kinh doanh Robert H. Smith.

## Cuộc sống cá nhân
Tungtisanont sinh ra và lớn lên tại Băng Cốc, Thái Lan. Cô tốt nghiệp Đại học Arizona với bằng Cử nhân Kinh tế và Toán học trong vòng 3 năm. Cô cũng làm việc như một trợ lý nghiên cứu dữ liệu tại trường đại học của mình khi cô đang học và nhận được học bổng trợ lý sau đại học đầy đủ để hoàn thành bằng Thạc sĩ Khoa học về Kinh tế Nông nghiệp và Tài nguyên từ Đại học Arizona, Hoa Kỳ. Cô đã hoàn thành bằng thạc sĩ vào tháng 7 năm 2010. Trong khi tham dự cuộc thi Hoa hậu Hoàn vũ Thái Lan, cô cũng nhận được nhiều lời đề nghị theo đuổi bằng tiến sĩ. từ các trường đại học khác nhau ở Hoa Kỳ. Cô nhận bằng tiến sĩ. Quản lý hoạt động từ Đại học Clemson. Luận án của cô tập trung vào các hoạt động nhân đạo và quản lý khủng hoảng.

## Hoa hậu Hoàn vũ Thái Lan 2011
Tungtisanont tham dự cuộc thi Hoa hậu Hoàn vũ Thái Lan 2011, được tổ chức vào ngày 26 tháng 3 năm 2011 tại Royal Paragon Hall ở Băng Cốc, Thái Lan và giành danh hiệu Á hậu 1. Với danh hiệu này, cô chính thức trở thành đại diện cho xứ sở chùa vàng tại đấu trường Hoa hậu Trái Đất 2011 được tổ chức ở Philippines. Lẽ ra cô có thể tham gia cuộc thi trên chính quê hương mình nhưng vì trận lũ lụt xảy ra ở đây nên Ban tổ chức đã rời cuộc thi về Philippines.

## Hoa hậu Trái Đất 2011
Cô đến Philippines và tham dự cuộc thi. Trong đêm chung kết, cô lọt vào Top 16. Đồng thời, cô còn giành thêm hai giải thưởng People's Choice Award and Miss Golden Sunset.